# Mesochorus maculatus
Mesochorus maculatus là một loài tò vò trong họ Ichneumonidae.